# Yolet
Yolet är en kommun i departementet Cantal i regionen Auvergne-Rhône-Alpes i mitten av Frankrike. Kommunen ligger  i kantonen Aurillac 4e Canton som ligger i arrondissementet Aurillac. År 2022 hade Yolet 595 invånare.

## Befolkningsutveckling
Antalet invånare i kommunen Yolet
Referens:INSEE